# Бад-Берлебург
Бад-Берлебург (нем. Bad Berleburg) — город в Германии, в земле Северный Рейн-Вестфалия.
Подчинён административному округу Арнсберг. Входит в состав района Зиген-Виттгенштайн. Население составляет 18 292 человек (на 31 декабря 2023 года). Занимает площадь 275,33 км². Официальный код  —  05 9 70 004.

## География

### Географическое положение

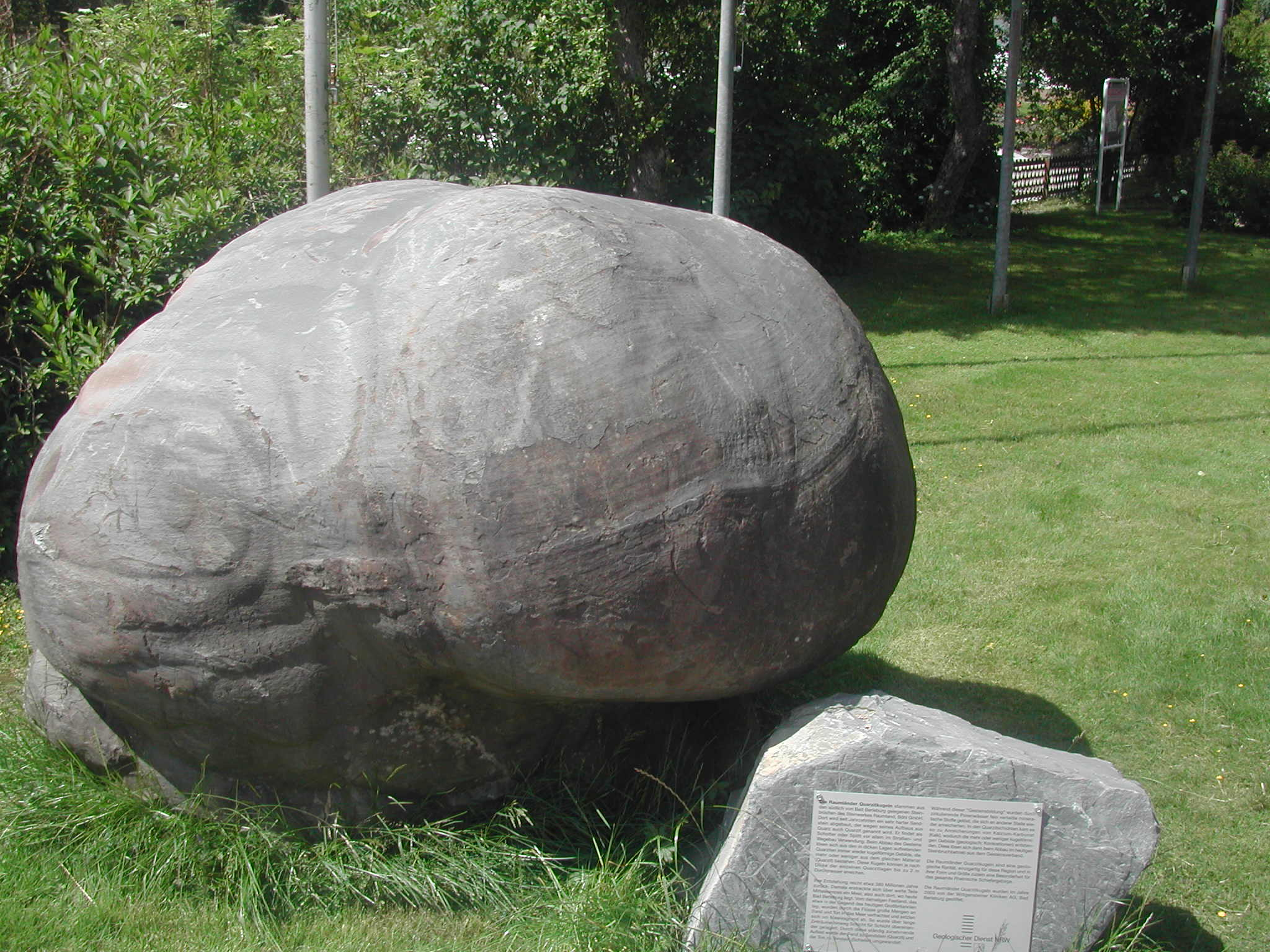
Кварцитовая конкреция из Раумланда в центре Бад-Берлебурга

Бад-Берлебург — крупнейший по площади город, расположенный на северо-востоке района Зиген-Виттгенштайн посреди горного массива Ротхааргебирге. Реки Одеборн и Эдер сливаются рядом с центром города. Городская граница на западе также является границей с районом Ольпе. На севере город граничит с районом Хохзауэрланд, на востоке с землёй Гессен. Город Бад-Ласфе ограничивает Бад-Берлебург с юга, а коммуна Эрндтебрюк с юго-запада.
Примерно в 23 километрах к северу расположен город Винтерберг, известный зимними видами спорта и отдыха. Высокогорные деревни Лангевизе, Нойастенберг, Молльзайфен и Хоэляйе раньше принадлежали администрации Берлебурга, но были отобраны у неё в соответствии с законом Зауэрланда-Падерборна в ноябре 1974 года. С тех пор они принадлежат Винтербергу и находятся в районе Хохзауэрланд.
Самая низкая точка городской территории - устье реки Эдер возле Беддельхаузена на высоте около 353,8 м над уровнем моря на юго-востоке, а самая высокая точка на высоте 789 м находится на западном склоне Цигенхелле и Валлерсхёэ на крайнем северо-востоке. Самая высокая северная вершина - Альбрехтсберг высотой 771,2 м расположена на природоохранной территории Ротхааркамме.

### Горные вершины

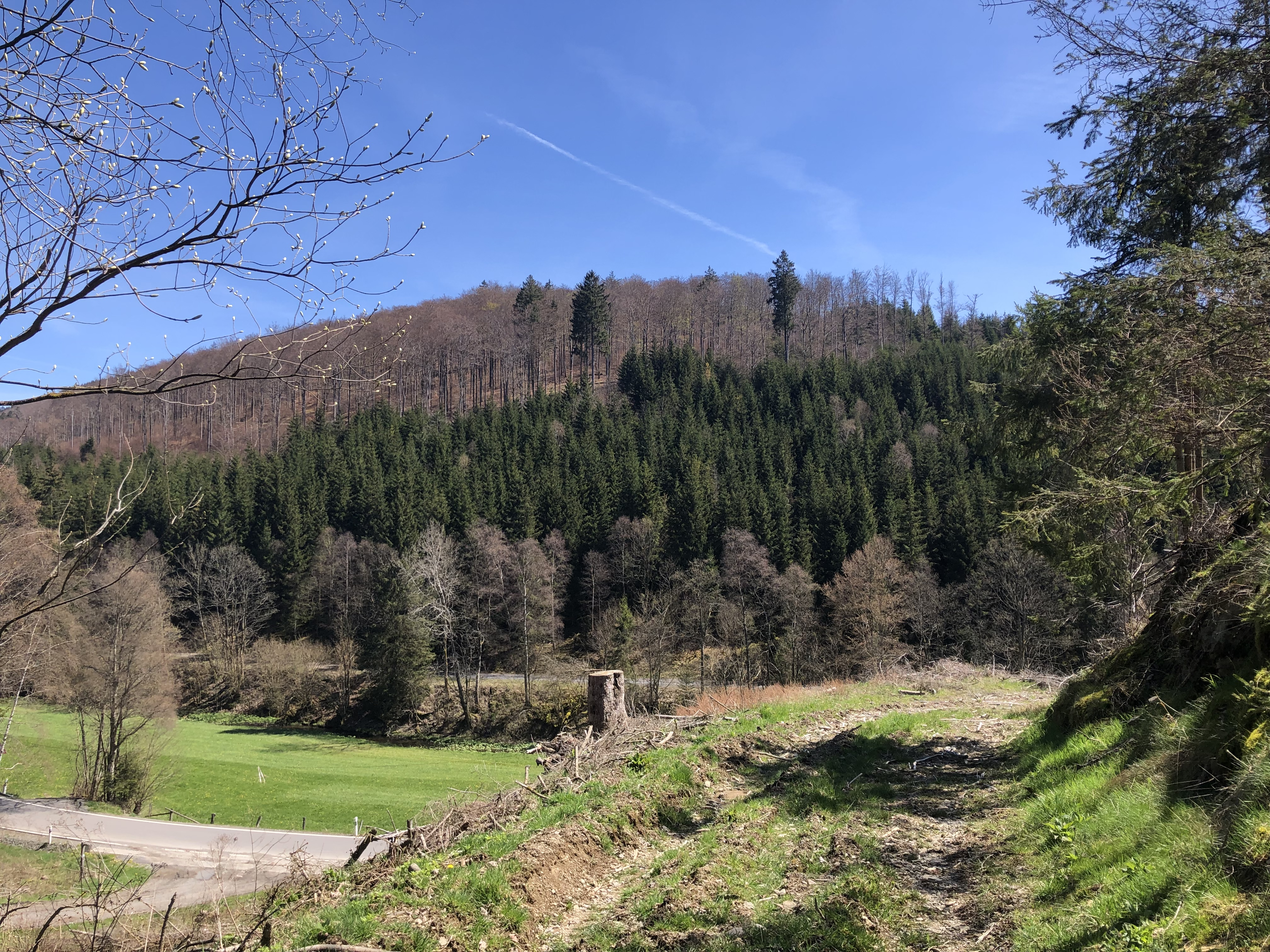
Гора Цвиштберг на севере Бад-Берлебурга

Альбрехтсберг (771 м) — Баукопф (729 м) — Беренкопф (681 м) — Бург (667м) — Гроссе Хелле (676 м) — Гроссер Копф (741 м) — Дёдесберг (709 м) — Лютцелькопф (737 м) — Ляйкопф (661 м) — Мозелькопф (747 м) — Петерскопф (692 м) — Хемхесберг (686 м) — Хомбург (742 м) — Цвиштберг (747 м) — Шайдскопф (667 м) — Шмитцкопф (663 м) — Штайнерт (696 м) — Эммекопф (679 м) — Эльстаух (661 м) — Бургкопф (658 м) — Гроссе Хохшайд (658 м) — Хайлигенхольц (658 м) — Гроссер Пренценбергеркопф (653 м) — Кляйне Бебенбрахт (644 м) — Шмале Зайте (638 м) — Коль (637 м) — Зигенрюкен (632 м) — Кильбе (632 м) — Бильсбург (624 м) — Беренкопфхен (623 м) — Швайнскауте (622 м) — Беренванге (619 м) — Миттелькопф (619 м) — Лауберг (615 м) — Хайнграбен (615 м) — Хоеркопф (614 м) — Хюттенбёль (613 м) — Хоенштифт (611 м) — Германштайн (609 м) — Биркенкопф (607 м) — Рильгескопф (606 м) — Ханшусс (603 м) — Бург (600 м) — Виндбрахекопф (599 м) — Шюлларсберг (599 м) — Кёппхен (598 м) — Гроссес Хильшайд (597 м) — Хорст (597 м) — Эшельбах (596 м) — Оренбахрюккен (595 м) — ( Айхрот (593 м) — Капплербрахт (592 м) — Ауф дем Бальдеберг (591 м) — Дидолль (590 м) — Бургфельд (586 м) — Шмидтскопф (576 м) — Айхерте (573 м) — Раммельсберг (564 м) — Бокксхорн (561 м) — Кляйнес Хильшайд (561 м) — Бирке (559 м) — Кальмбрахт (559 м) — Эльзоффер Брахт (546 м).

### Водотоки и водоёмы

Национальный геотоп в Беддельхаузене

Бубенкирхбах — Ландебах — Одеборн — Пфердсбах — Труфте — Шварценау — Эдер — Эльзофф.

### Природоохранные территории
- Ам Кершталль — Арфеталь — Бергланд-Виттгенштайн — Биркельбах-Пфаффенхуде — Бухенвельдер унд Визентелер бай Штюнцель — Вингербах — Гроссер-Келлер — Лютцельсбах — Магергрюнланд-Рихштайн — Меннербахталь — Мерценбехервальд-Эннерсбах — Мюльбах — Оберес-Штайнбахталь — Обернбах — Пфердсбах — Ринте — Ротхаркамм ам Гренцвег — Фивайде-Брункель — Фредлар — Хёрре — Хойвизе — Хонерт — Эдер;
- Национальный природоохранный геотоп "Сланцевый карьер в Беддельхаузене".

### Собственно город и его поселения
Центр города Бад-Берлебурга раскинулся справа и слева на склонах долины Одеборн, притока реки Эдер. Железнодорожный вокзал, торговая улица Постштрассе и рыночная площадь находятся в долине реки. Верхний город (Оберштадт) характеризуется в основном хорошо сохранившимися фахверковыми домами и возвышается над замком с внутренним двором и оранжереей. Также в верхнем городе находится евангелическая городская церковь и площадь Гётеплац, вокруг которой сформирован ряд гастрономических заведений. В центре города проживает около 7000 жителей.
На территории города расположены 25 поселений сельского типа.

### Исчезнувшие населённые пункты
На городской территории насчитывается 19 исчезнувших населённых пунктов.
Арафф - Бубенхаузен - Бург Диденсхаузен - Бург Рихштайн - Гарсмюле - Госперсхаузен - Монастырь Бубенкирхе - Мадесхаузен - Мекклингхаузен - Реккертсхаузен - Реппингхаузен - Тойфельсхоф - Хадебиргсхаузен - Хайльгерсхаузен - Хаккенбрахт - Хомертсхаузен - Хоппергхаузен - Штайнбах - Эккенфельд.

## История

### Ранняя история и средневековье
Археологические раскопок подтверждают, что нынешняя городская территория была заселена ещё в VII веке до нашей эры. Следы кольцевых стен этого периода можно найти на замковых холмах возле Ауэ, Доцлара и Вемлигхаузена. Однако документальных свидетельств расселения в регионе периода до VIII века нет.
Поселения Арфельд и Раумланд упоминаются в документах 800/802 году нашей эры. Имеются документы 1059 года, подтверждающие поселения Алертсхаузен, Беддельхаузен, Эльзофф и Шварценау. Имя Видехинштайн впервые упоминается в 1174 году. Город Берлебург впервые упоминается в документах монастыря Графшафт в 1258 году как Бернеборг (что означает «Замок Медведя» или «Замок Беро»).
30 марта 1258 года замок перешёл сразу к двум хозяевам: графу Зигфриду I и монастырскому фогту Адольфу I фон Графшафту. В 1322 году двойное правление в Берлебурге было прекращено Видекиндом фон Графшафтом, когда он отказался от своих прав на город в пользу Зигфрида II фон Витгенштейна. Тот был последним членом графской семьи Витгенштейнов и после его смерти, зять Салентин фон Сайн принял на себя наследство и основал дом Сайн-Витгенштейнов. Поселения Мадесхаузен и Хадебирсхаузен, упомянутые в 1395 году, были заброшены.
Остатки зданий свидетельствуют о существовании средневекового монастыря Бубенкирхе, располагавшегося северо-восточнее современного поселения Вундертхаузен.

### Раннее Новое время

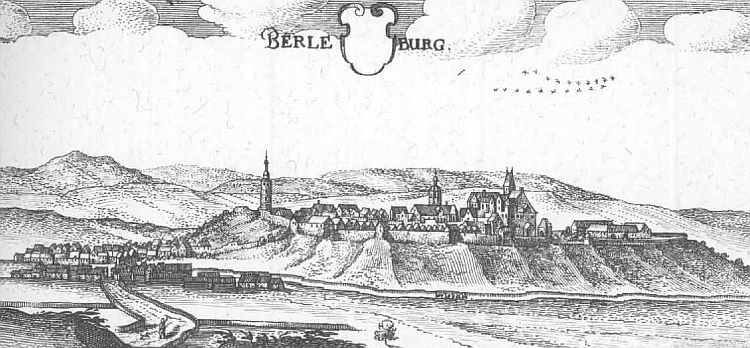
Берлебург, 1655

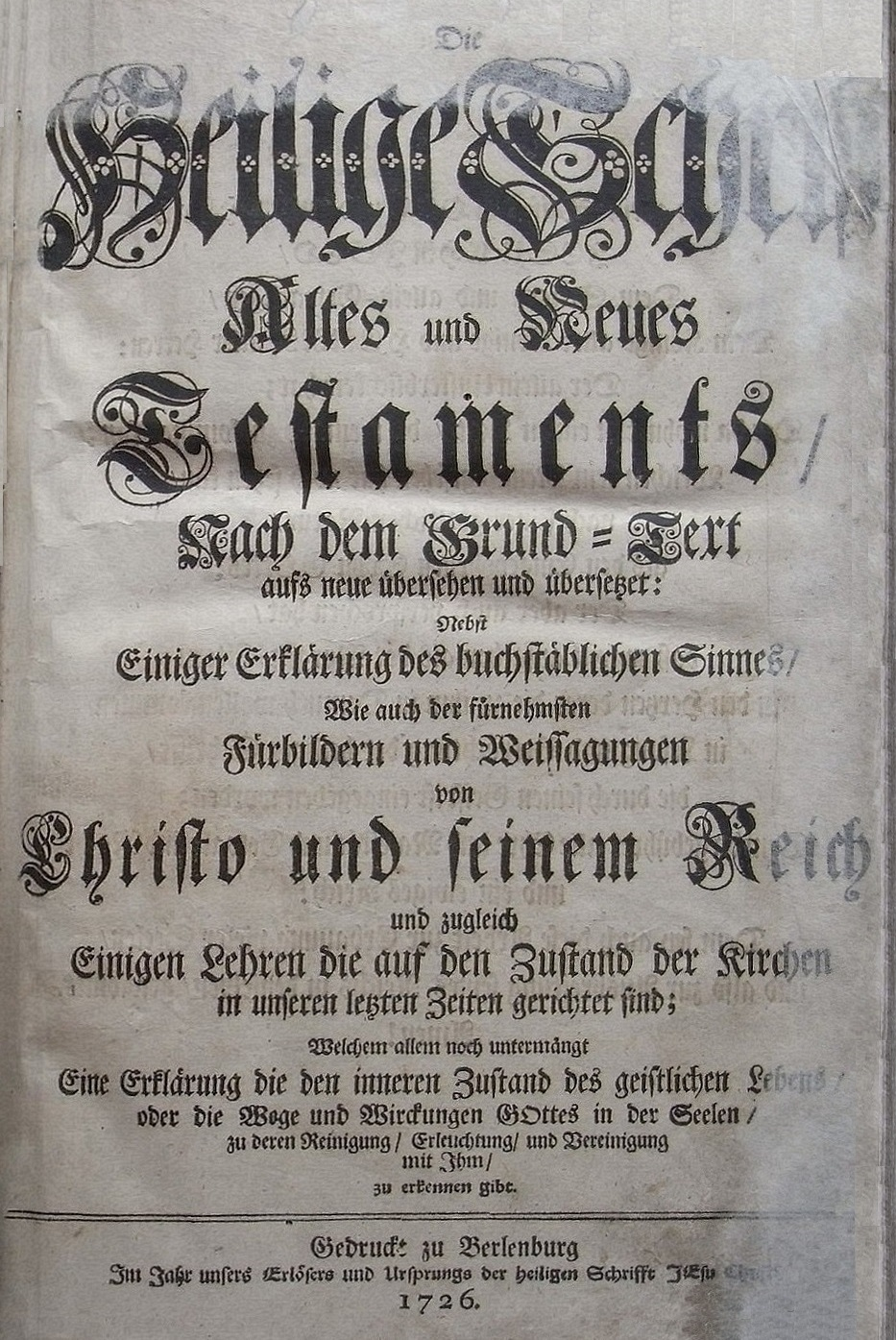
Берлебургская Библия, 1726

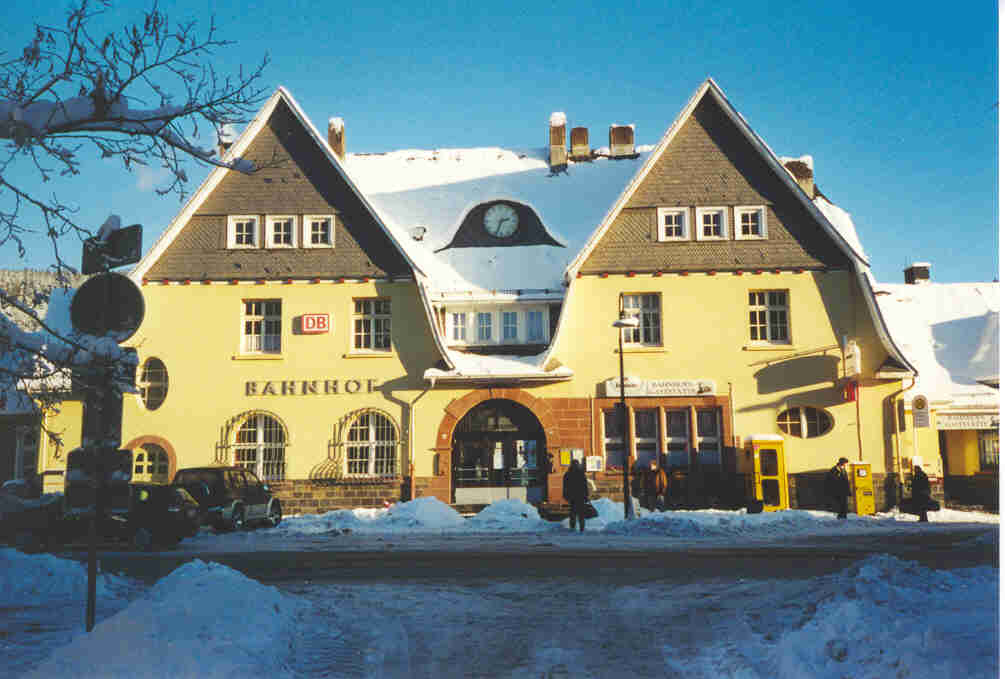
Вокзал Берлебурга

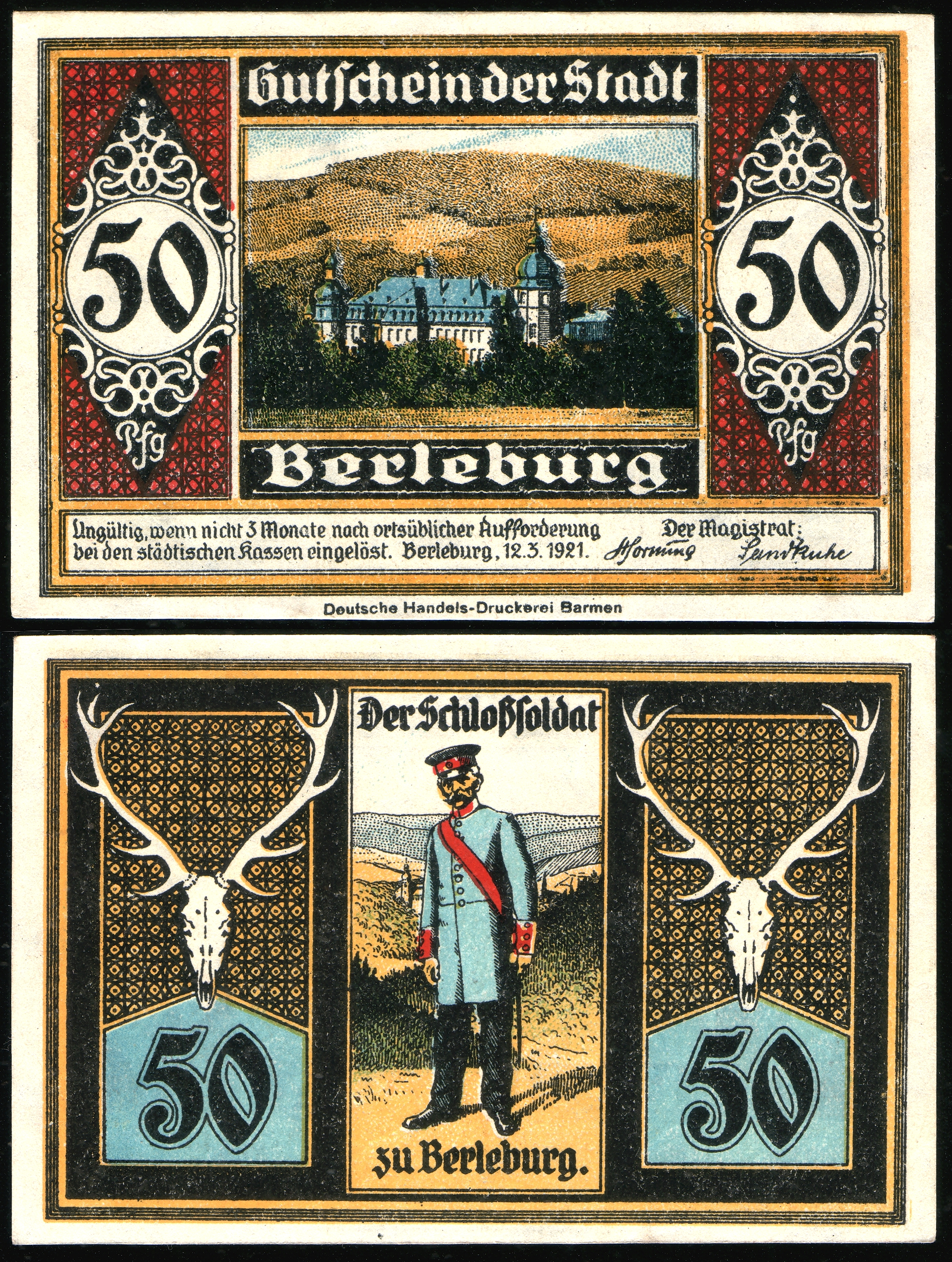
Деньги Берлебурга, 1921

В 1488 и 1522 годах в городе бушевали крупные пожары, существенно уничтожившие его.
В 1506 году графство Виттгенштайн было разделено, и граф Иоганн VII переехал в старый охотничий замок Берлебург и сделал небольшой городок своей резиденцией. Это положило начало особому развитию города, которое сформировало его на протяжении следующих нескольких столетий. Хотя новая линия Дома Сайн-Витгенштейнов вымерла вместе с графом Иоганном, его племянник граф Людвиг Старший (Ludwig I.) из южного графства также перенёс свою резиденцию в Берлебург после того, как взял на себя все управление, женился в 1559 году и расширил замок.
После смерти графа Людвига Старшего в 1605 году Берлебург превратился в столичный город северного графства Сайн-Витгенштейн-Берлебург, который был центром радикального пиетизма (движения инспирационистов) в Германии в XVIII веке. Знаменитая Берлебургская Библия (состоящая из восьми томов) была напечатана здесь между 1726 и 1742 годами.. Именно к берлебургской дворянской линии принадлежал русский полководец Пётр Христианович Витгенштейн.
Религиозная терпимость в двух графствах Виттгенштайна соответствовала терпимости к нескольким семьям синти, называемым в современной речи «язычниками». Они работали на военной и полицейской службе, а также строителями у дворян Витгенштейнов и примерно в середине XVIII века смогли поселиться в поместье графа недалеко от Заcсманнсхаузена. К концу века некоторые из них переехали в пригород Берлебурга. В XIX веке, и всё чаще после реформы прусского закона о поселениях, семьи синти и ениши поселились в традиционном бедном районе у ручья Лаузе, а также в Альтенграбене и соседнем Хемшларе. Большинство населения и власти без разбора навешивали на них ярлык «цыгане», а посёлок в целом называли «цыганской колонией».
До начала XIX века город вёл значительную торговлю древесным углем и различными изделиями из дерева, но главным образом существовал за счёт  земледелия и скотоводства.

### Новое время
Сланец добывали в окрестностях Раумланда и Доцлара ещё в XVI веке. Всего в этом районе насчитывалось около 40 рудников, из которых, вероятно, наиболее известны рудники Хёрре, Лимбург и Делле. Добыча руды в Бад-Берлебурге велась очень спорадически по сравнению с другими соседними районами. Вокруг Вингесхаузена, Ауэ и около Диденсхаузена было несколько рудников поменьше. Большая часть геологических исследований была сделана в XIX веке. Однако горное дело в некоторых случаях существовало со времен средневековья. Сегодня лишь несколько сохранившихся отвалов и устьев туннелей указывают на прежнюю горнодобывающую деятельность.
Виттгенштайн был подчинен Великому герцогству Гессен-Дармштадт в 1806 году. В результате реорганизации Германского союза Виттгенштайн отошёл к Пруссии по договору между Австрией, Пруссией и Гессен-Дармштадтом от 30 июня 1816 года. В дальнейшем, в результате указа королевского кабинета от 23 февраля 1817 г. был назначен административный округ Арнсберг в прусской провинции Вестфалия и стал административным центром района Виттгенштайн.
В 1825 году в городе произошел разрушительный пожар, причинивший ущерб на четверть миллиона марок. 
В Берлебурге в 1852 году Генрих Матти начал издавать «Районные страницы Виттгенштайна» (Wittgensteiner Kreisblatt), первую еженедельную газету, выпускавшуюся в районе.
Со строительством в 1911 году железнодорожной линии Эрндтебрюкк-Берлебург началась индустриализация, первоначально ограничившаяся только лесной промышленностью. Другие отрасли промышленности появились после Второй мировой войны.

### Национал-социализм
После выборов в Рейхстаг в 1930 году большое количество избирателей Виттгенштайна перешло на сторону национал-социалистов. С 35,1% голосов за НСДАП горожане района возглавили новое течение (Рейх: 18,3%). На президентских выборах в 1932 году Гинденбург получил 35,2% (Рейх: 53%), Гитлер - 49,4% (Рейх: 36,8%; остальной Виттгенштайн: 65,0%). Третьи выборы в Рейхстаг и земли в 1932 году дали национал-социалистам Виттгенштайна абсолютное большинство выше среднего: 53,8, 51,9 и 52,4% (остальные Виттгенштайны: 69,4, 65,5 и 67,4%).
Захват власти союзными правыми силами («Гитлеровским кабинетом») 30 января 1933 года отмечался в Виттгенштайнер-Ланд, даже в самых маленьких деревнях, народными гуляньями с факельными шествиями, кострами и праздничными мероприятиями.
Главной мишенью мэра и городской администрации были берлебургцы из «пригорода на горе» (Ан дер Лаузе), которых оклеветали и дискриминировали как «цыган». Основная цель заключалась в сборе средств для активной социальной политики в интересах большинства населения путем изгнания и пренебрежения «неполноценными людьми». Вскоре после передачи власти мэр попытался депортировать меньшинство в контролируемый казарменный лагерь «в отдаленном месте на Люнебургской пустоши». Как и во многих последующих мерах, местная власть вышла далеко за рамки, установленные высшими властями и центральным правительством. Многочисленные муниципальные, центральные правительственные органы, органы частного сектора, церковные общины и отдельные лица поддержали политику «исключения». Пришли к местным иммиграционным, торговым и школьным запретам, к временному ограждению горы («осада») и к многочисленным заявлениям о стерилизации.
16 декабря 1942 года декрет Освенцима предписывал «цыганских гибридов (также называемых «мекезе»), ромских цыган и членов цыганских кланов балканского происхождения не немецкой крови... быть отправленными в концентрационные лагеря». Имплементационные положения включали, среди прочего: «Социально адаптированных» людей, уже бывших на «постоянной работе» и имевшие «постоянную квартиру» до начала войны, что в полной мере относилось и к берлебургцам. Решающая местная отборочная конференция проигнорировала это. 134 человека из «Горы» и Альтенграбена, около половины из которых были дети, самому младшему трехмесячного возраста, были депортированы в «цыганский лагерь Освенцим» 9 марта 1943 года. Из них выжило только девять человек.
Заброшенные цыганские дома сначала были разграблены населением города, а затем городская администрация и налоговая инспекция систематически забирали оставшуюся мебель, использовали её в своих целях или продавали.
В рамках антиеврейских мер после смены власти на баннере напротив вокзала в 1935 году было написано: «Евреи здесь не приветствуются». В ночь на 9 ноября 1938 года население города приняло активное участие в погромах. Многие берлебургцы вышли на улицы либо в качестве зрителей, либо в качестве активных участников. Витрины магазинов и жилых домов были разбиты, коммерческие и жилые объекты снесены и разграблены. В районе произошли беспорядки, по крайней мере, в Шварценау и, предположительно, также в Беддельхаузене. Затем евреев-мужчин депортировали в концентрационный лагерь Заксенхаузен. Всё больше и больше евреев из Берлебурга бежали за границу и в большие города. Их оставшаяся собственность досталась большинству населения и государству.
Из 25 берлебургцев, депортированных в гетто Замосць (Польша) 28 апреля 1942 года, в концентрационный лагерь Терезиенштадт 27 июля 1942 года и в концентрационный лагерь Освенцим-Биркенау 27 февраля 1943 года, выжил только один человек. В сентябре 1944 года транспорт «еврейских родственников» от смешанных браков, а также «еврейских метисов первой степени» отправился в различные трудовые лагеря организации Тодта (зондеркоманда J) на принудительные работы. В 1942 году были депортированы 18 жителей Шварценау, 10 из которых с тех пор уехали, 3 жителя Арфельда, 4 жителя Беддельхаузена и 7 жителей Эльзоффа, ни один из которых не выжил. В 1944 году в Берлин на принудительные работы была депортирована женщина из Шварценау, вышедшая замуж за нееврея, и её дочь. Они оба выжили. Депортации привели к дальнейшему толчку переселения.
Из примерно 3300 местных жителей в начале 1930-х годов около 8% были депортированы в национал-социалистические концентрационные лагеря как «цыгане», евреи, «антисоциалы» или коммунисты (эти классификации частично совпадали), из которых приблизительно 170 человек (или 5% населения) не выжили. Сюда же следует добавить и тех, кто стал жертвой убийства больных (эвтаназии). Это означает, что Берлебург, вероятно, является одним из немецких городов, наиболее пострадавших от национал-социалистической политики истребления.
После войны были инициированы только два уголовных процесса против ответственных за геноцид европейских цыган, завершившиеся обвинительными приговорами, касавшихся событий в Берлебурге или действий деятелей из Берлебурга (1948/49, 1987–1991 годы, каждый в Зигенском окружном суде).
После периода молчания и разногласий теперь установлены мемориальные камни в честь двух преследуемых на расовой почве меньшинств. 18 июня 2007 года городской совет принял решение о закладке столперштайнов работы кёльнского художника Гюнтера Демнига, которая состоялась 2 сентября 2008 года в рамках празднования 750-летия города.

### После Второй мировой войны

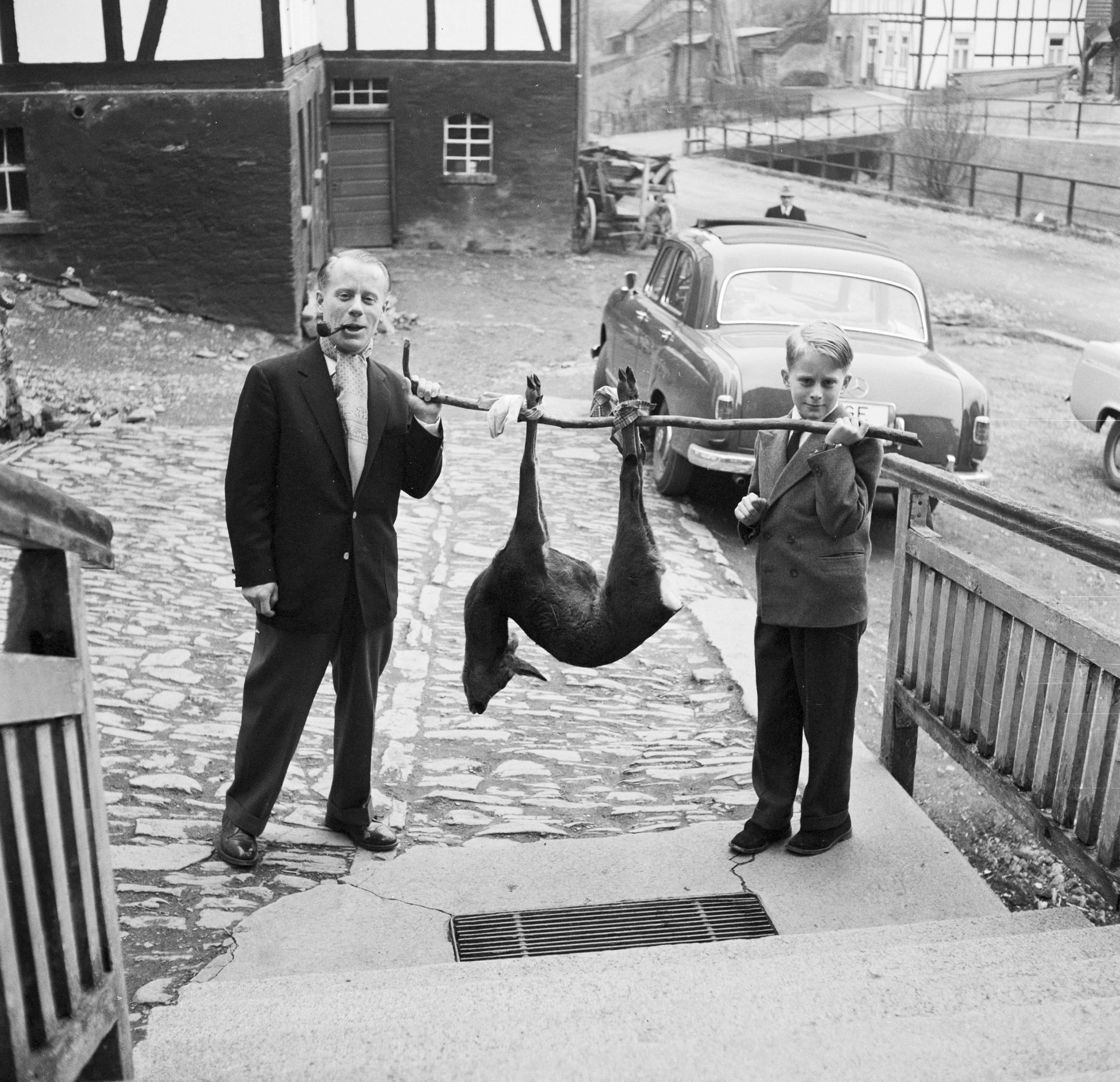
В Гиркхаузене, 1958

Город признан климатическим курортом с 1935 года из-за мягкого и умеренного климата. После 1949 года клиника Виттгенштайна была построена как психосоматическая больница, которой до сих пор управляет евангелической протестантской диаконией.
После государственного признания курорта Кнайпа 1 июля 1971 года к названию города было добавлено название Бад, и с тех пор он носит название Бад-Берлебург. Государственное признание курорта состоялось в 1974 году.
В ноябре 2013 года в бывшей клинике Ротхарклиник-ам-Шпилакер было создано временное жильё для около 300 беженцев. В августе 2014 года вместимость была увеличена до 450 беженцев. В мае 2015 года временное жилье для беженцев в бывшей клинике было преобразовано в центр первоначального приема (центральный пункт размещения) земли Северный Рейн-Вестфалия для примерно 500 беженцев. Однако в начале 2019 года его закрыли из-за проблем со службой безопасности.

#### Административно-территориальная реформа
1 января 1975 года район Виттгенштайн был ликвидирован Законом о Зауэрланде/Падерборне, и большая его часть стала частью города Бад-Берлебург. Он был создан путем объединения предыдущих общин Алертсхаузен, Арфельд, Ауэ, Беддельхаузен, Бергхаузен, Диденсхаузен, Доцлар, Эльзофф, Гиркхаузен (не полностью), Хемшлар, Раумланд, Рихштайн, Ринте, Зассенхаузен, Шюльлар, Шварценау, Штюнцель (не полностью), Вайденхаузен, Вемлигхаузен, Вингесхаузен и Вундертхаузен, что привело к созданию одного из крупнейших по площади городов земли Северный Рейн-Вестфалия.
Поселения Хохляйе, Лангевизе, Мользайфен и Нойастенберг были переданы в состав недавно основанного района Хохзауэрланд. С тех пор они стали частью города Винтерберг. Поселения Бальде, Биркельбах (Эрндтебрюк), Биркефель, Лаймструт и Вомельсдорф вошли в состав муниципалитета Эрндтебрюкк. В то же время район Виттгенштайн был объединен с районом Зиген и преобразовал в новый, более крупный район Зиген. 1 января 1984 года район Зиген был переименован в район Зиген-Виттгенштайн.

## Население

График динамики численности населения после 1960 года

### В составе района Виттгенштайн
| Год            | Количество жителей | Источник |
| -------------- | ------------------ | -------- |
| 1961 (6 июня)  | 6351               | [ 15 ]   |
| 1970 (27 мая)  | 7118               | [ 15 ]   |
| 1974 (30 июня) | 6969               | [ 20 ]   |

### В соответствии с современным административно-территориальным статусом[21]
| Год               | Количество жителей |
| ----------------- | ------------------ |
| 1961 0(6 июня)    | 19 373             |
| 1970 (27 мая)     | 20 874             |
| 1974 (30 июня)    | 20 649             |
| 1998 (31 декабря) | 21 177             |
| 1999 (31 декабря) | 21 190             |
| 2000 (31 декабря) | 21 219             |
| 2001 (31 декабря) | 21 135             |
| 2002 (31 декабря) | 21 022             |
| 2003 (31 декабря) | 20 884             |
| 2004 (31 декабря) | 20 794             |
| 2005 (31 декабря) | 20 593             |
| 2006 (31 декабря) | 20 440             |
| 2007 (31 декабря) | 20 275             |
| 2008 (31 декабря) | 20 083             |
| 2009 (31 декабря) | 19 993             |

| Год                | Количество жителей |
| ------------------ | ------------------ |
| 2010 (31 декабря)  | 19 814             |
| 2011 (31 декабря)  | 19 616             |
| 2012 (31 декабря)  | 19 472             |
| 2013 (31 декабря)  | 19 236             |
| 2014 (31 декабря)  | 19 515             |
| 2015 (31 декабря)  | 19 774             |
| 2016 (31 декабря)  | 19 261             |
| 2017 (31 декабря)  | 19 497             |
| 2018 (31 декабря)  | 19 446             |
| 2019 (31 декабря)  | 18 914             |
| 2020 (31 декабря)  | 18 847             |
| 2021 (31 декабря)  | 18 853             |
| 2022 (31 декабря)  | 18.981             |
| 2023 (30 сентября) | 18.865             |

## Политика

### Городской совет
Городской совет Бад-Берлебурга состоит из 32 депутатов. Местные выборы 13 сентября 2020 г. (в сравнении с предыдущими годами выборов) дали следующий результат:
| Год выборов | ХДС | СДПГ | Местная инициатива | СвДП | Зелёные | Левые | АдГ | Gesamt |
| 2020        | 15  | 9    | 2                  | 1    | 2       | 1     | 2   | 32     |
| 2014        | 13  | 13   | 2                  | 1    | 2       | 1     | –   | 32     |
| 2009        | 15  | 13   | 3                  | 2    | 1       | –     | –   | 34     |
| 2004        | 16  | 17   | 3                  | 1    | 1       | –     | –   | 38     |

### Бургомистр
Берндт Фурман — внепартийный депутат, избранный от Местной инициативы.

### Города-побратимы
- Фреденсборг — Дания, с 1975 года
- Аруп - Дания, с 1982 года

### Герб и флаг

Герб Бад-Берлебурга

Флаг (баннер) Бад-Бердебурга

Описание герба: герб разделён чёрными тонкими линиями на три части:
- вверху слева на красном фоне изображён в золоте двухвостый лев, повёрнутый вправо. У него голова обращена к зрителю и выделена красным пасть и синим когти на лапах. От красного фона льва отделяет тонкие чёрные очертания
- вверху справа на серебряном фоне  выделяются две вертикальные чёрные полосы
- внизу на серебряном фоне вправо движется чёрный медведь с красными клыками пасти и красными когтями лап

Обоснование герба: лев — геральдическое животное Дома Сайн. Медведь символизирует охоту. Черные вертикальные серебряные полосы (столбы) взяты с герба Дома Витгенштейнов.
25 июня 1976 года был утверждён флаг города, которое описывается следующим образом: «Белое и черное в соотношении 1:1 в виде продольных вертикальных полос, посередине верхней половины герб города."

## Культура и достопримечательности

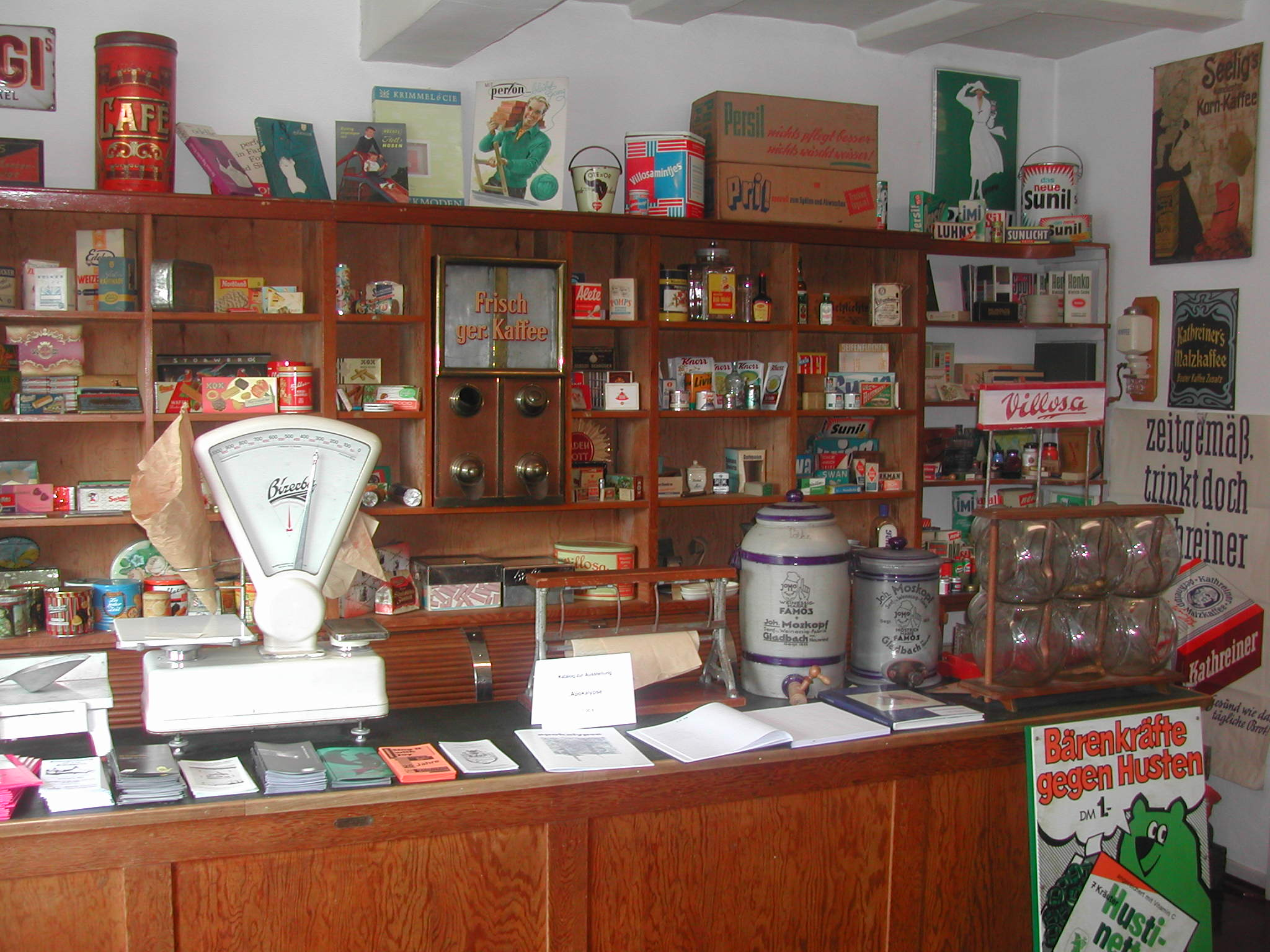
В городском музее Бад-Берлебурга

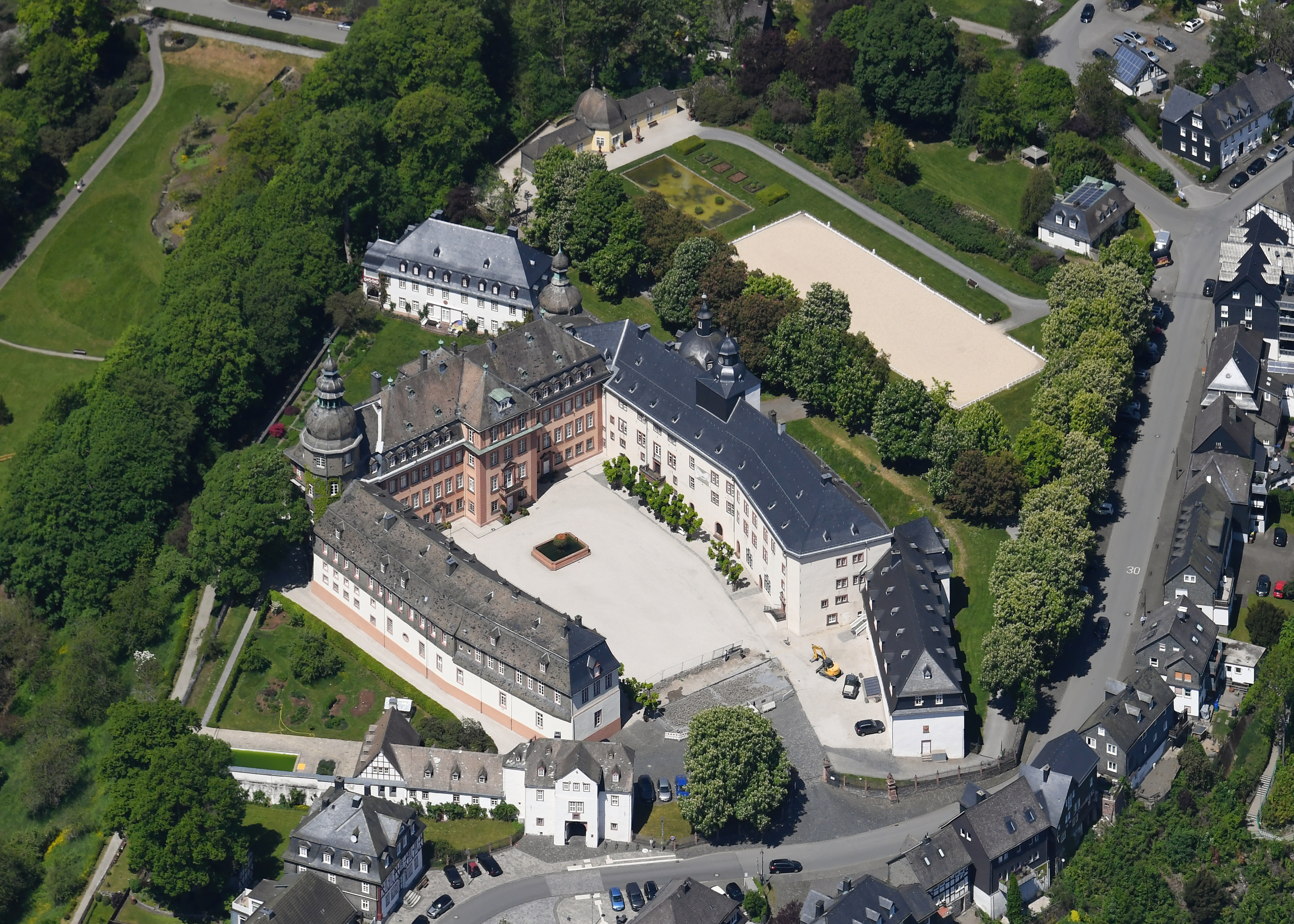
Замок Берлебург

### Музеи
В северной части Шварценау (небольшое поселение хуторского типа Хюттенталь) находится музей Александра Мака, который документирует историю радикального пиетизма в регионе в начале XVIII века. Дом и музей названы в честь основателя Братства Шварценау Александра Мака.
Из других музеев выделяются Музей-кузница в Арфельде, краеведческий музей в Диденсхаузене, Краеведческий музей «Дрекойте» (в том числе с действующей техникой по изготовлению деревянных чаш) и с возможностью организации свадебных торжеств в Гиркхаузене, музей сланцевой шахты в Раумланде и сельскохозяйственный музей усадьбы Эспе

### Памятники истории и архитектуры
- Замок Берлебург — комплекс с главным зданием в стиле барокко 1733 года с дворцовым музеем истории герцогского дома Сайн-Витгенштейн-Берлебург.
- Школьная часовня Зассенхаузена: фахверковый дом, построенный Маннусом Ридезелем в 1703 году. Использоваоась как часовня и школьное здание одновременно.
- Людвигсбург — фахверковое здание, бывший жилой дом боковой линии графов Витгенштейнов, также построенный Маннусом Ридезелем. Отличается богатым декором на карнизах и угловых балках.
- Городская евангелическая церковь, возвышающаяся рядом с замком в историческом центре города.
- Колонна Бисмарка — одно из многочисленных сооружений, построенных во времена Германской империи в честь первого рейхсканцлера Отто фон Бисмарка.

Всего в Бад-Берлебурге зарегистрировано 104 памятника архитектуры.

### Камни преткновения
Из более чем 46 000 камней преткновения, заложенных по всему миру, 64 находятся в Бад-Берлебурге.

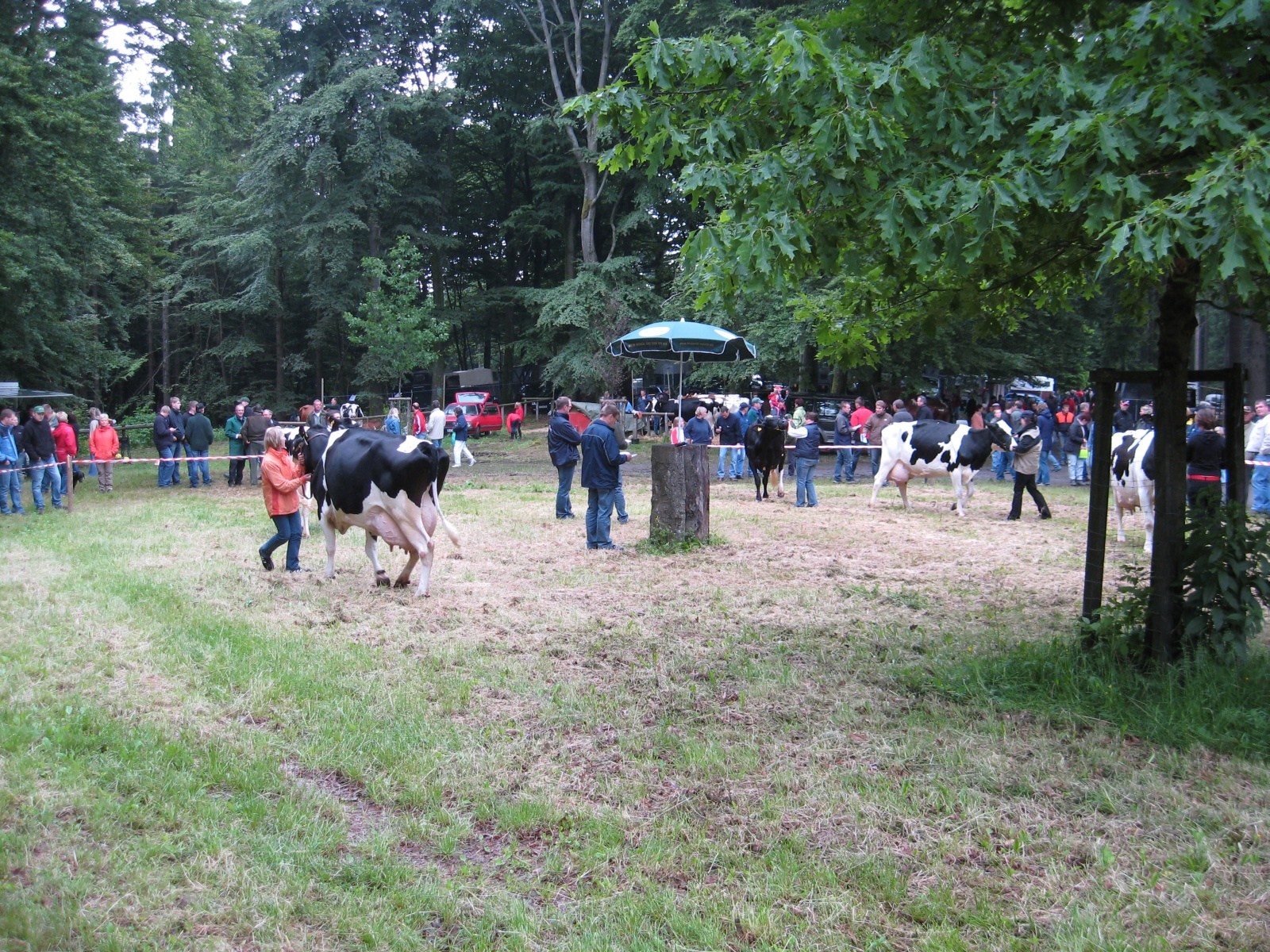
Штюнцельфест-2008

### Регулярные мероприятия
- Рынок шерсти в первое воскресенье мая.
- «Штюнцельфест» — районная выставка животных с ярмаркой во вторую субботу июня.
- Ярмарка в Арфельде, старейший фольклорный фестиваль Виттгенштайна.
- Рынок древесины каждый чётный год во вторые выходные сентября.
- День Благодарения в первое воскресенье октября.
- Рождественская ярмарка Диденсхаузена в первую субботу Адвента.
- Рождественская ярмарка Арфельда в первую субботу декабря.
- Рождественская ярмарка в Бад-Берлебурге в третьи выходные Адвента (путешествие во времени в Бад-Берлебурге)
- Ежегодно с июня по сентябрь почти во всех поселениях проходят различные фестивали стрельбы.

## Экономика и инфраструктура

### Транспорт

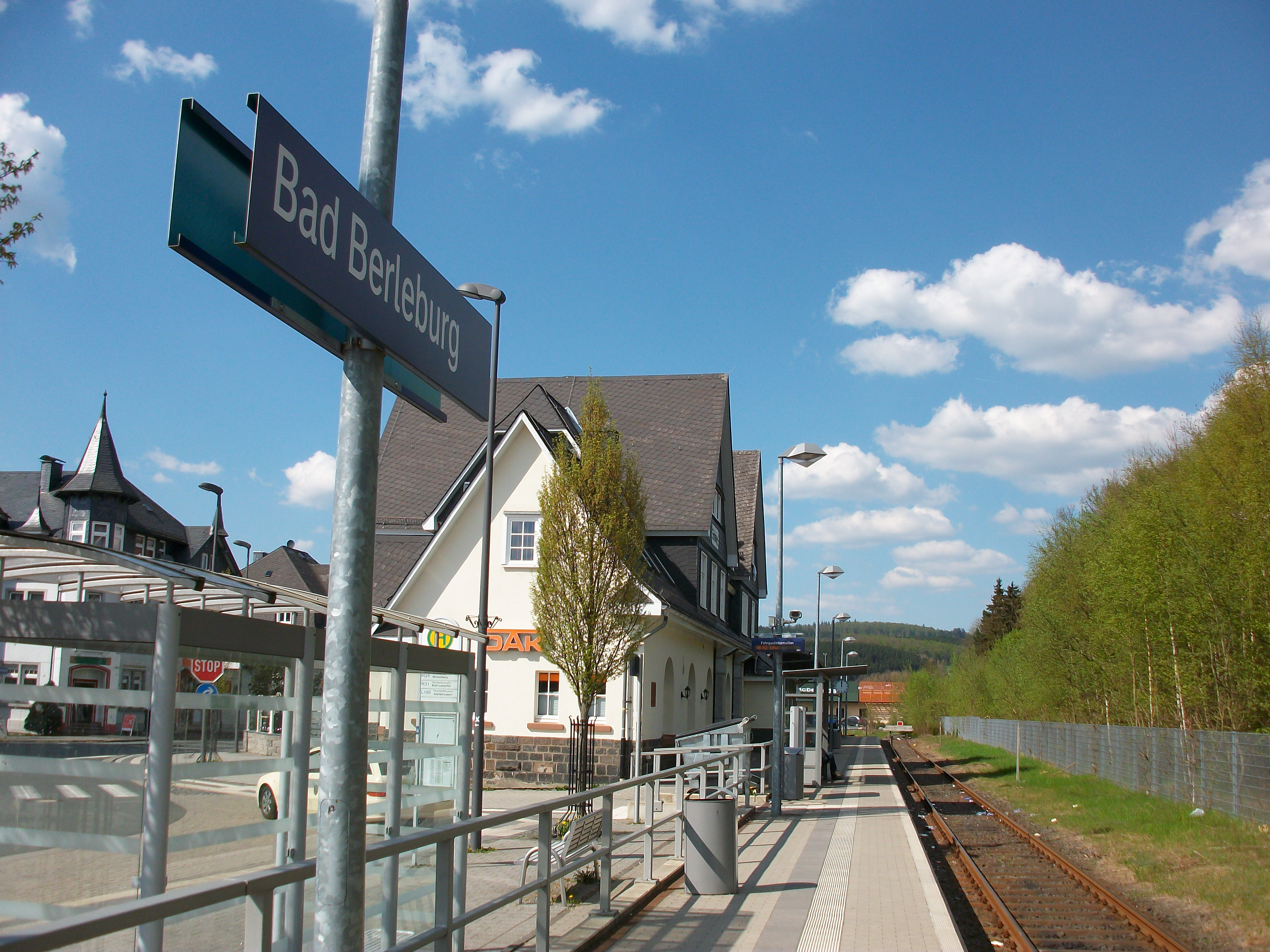
Конечная ж.д. платформа Бад-Берлебурга, 2016

Городскую территорию с севера на юг пересекает федеральная автомагистраль B 480, которая соединяет Бад-Берлебург с Винтербергом на севере и Эрндтебрюкком на юго-западе.
С юга к городу подходит железная дорога Эрндтебрюк – Бад-Берлебург и здесь заканчивается. До 29 мая 1981 года существовало сообщение из Бад-Берлебурга с Аллендорфом и Франкенбергом через Верхний Эдертальбан и железную дорогу Нуттлар-Франкенберг. Архитектором здания вокзала, построенного в стиле Хайматкунст, был правительственный архитектор Алоис Холтмайер. Также планировалось железнодорожное сообщение с Винтербергом, но этот проект не удалось реализовать из-за высоких затрат.
В мае 2016 года Ассоциация местного транспорта Вестфалия-Юг объявила, что к 31 декабря 2016 года она откроет три новых ночных автобусных маршрута в районе Зиген-Виттгенштайн в качестве пробного предложения. Две линии пересекали территорию города. Автобусы из экспериментального предложения курсировали по ночам с пятницы на субботу и с субботы на воскресенье между Зигеном и Бад-Берлебургом через Нетфен и Эрндтебрюкк, а также между Бад-Берлебургом и Бад-Ласфе. Предложение было прекращено из-за отсутствия спроса.

### Велосипедные туристские маршруты
Вдоль Эдера проходит велосипедный маршрут длиной 180 км «Эдерауенвег». Большая часть проходит через Гессен. Он следует по течению Эдера до впадения в Фульду возле Гуксхагена.
Проложены и десятки местных однодневных веломаршрутов, но они в основном предназначены для любителей горных велосипедов.

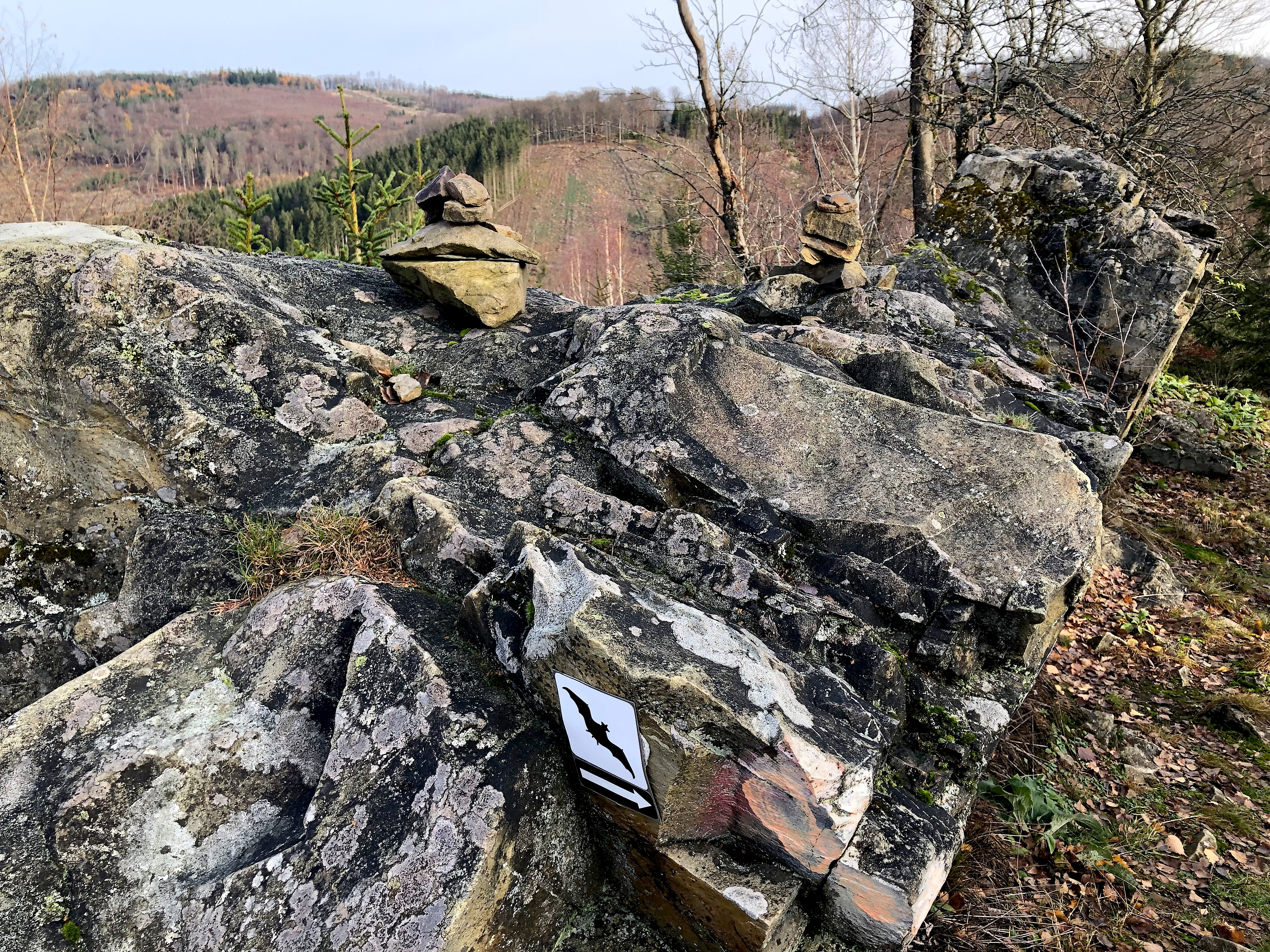
Туристская «Сланцевая тропа» на вершине горы Фредлар

### Пешеходные туристские маршруты (выборка)
Через городской район Бад-Берлебурга проходят следующие пешеходные маршруты:
- Премиальная пешеходная тропа «Виа Адрина» длиной 20,8 км проходит через разнообразный ландшафт вдоль реки Эдер вокруг Арфельда и Шварценау.
- Сланцевая тропа Витгенштейна стала первой пешеходной тропой премиум-класса в регионе, удостоенной в 2005 году Немецкой туристической печати (Deutschen Wandersiegel) и с тех пор радует посетителей. Походная тропа длиной 15 км проходит вдоль реки Эдер и через четыре заповедника, а пещера летучих мышей, расположенная по пути, является причиной походного указателя - летучей мыши.
- Бай де Хуллеркеппе[33] — это название кольцевой пешеходной тропы, ведущей вокруг Доцлара. На протяжении 20 км туристы узнают много нового о доцларском диалекте и можжевельнике, которому посвящен пешеходный маршрут премиум-класса.
- «Природа встречается с искусством» — девиз 23-километровой пешеходной тропы «Лесной путь скульптур» (WaldSculpturen Weg), которая ведёт от Бад-Берлебурга к Шмалленбергу в Зауэрланде[34].

### Промышленность, торговля, услуги
Промышленные и коммерческие площади размещаются в межмуниципальном промышленном парке Виттгенштайн в Эрндтебрюкк-Шамедер.

### Крупные коммерческие предприятия
- Санаторий Виттгенштайн

В 1951 году по частной инициативе была основана ассоциация курортов Кнайпа, которая стала предшественником санатория Виттгенштайн (Wittgensteiner Kuranstalt, WKA). В первый год открытия курорта Кнайпа WKA в 1953 году было предоставлено 11 000 услуг и ночлегов. Постепенно Берлебург стал крупным курортом Кнайпа в Германии. Реабилитационные клиники в Бад-Берлебурге, специализирующиеся на психосоматике, ортопедии и неврологии, сегодня принадлежат группе Helios Kliniken GmbH и являются частью Fresenius SE & Co. KGaA. В конце 2011 года сердечно-сосудистая клиника была закрыта. В октябре 2012 года психосоматическое отделение Ротхарклиники переехало в здание по адресу Арникавег, 1.

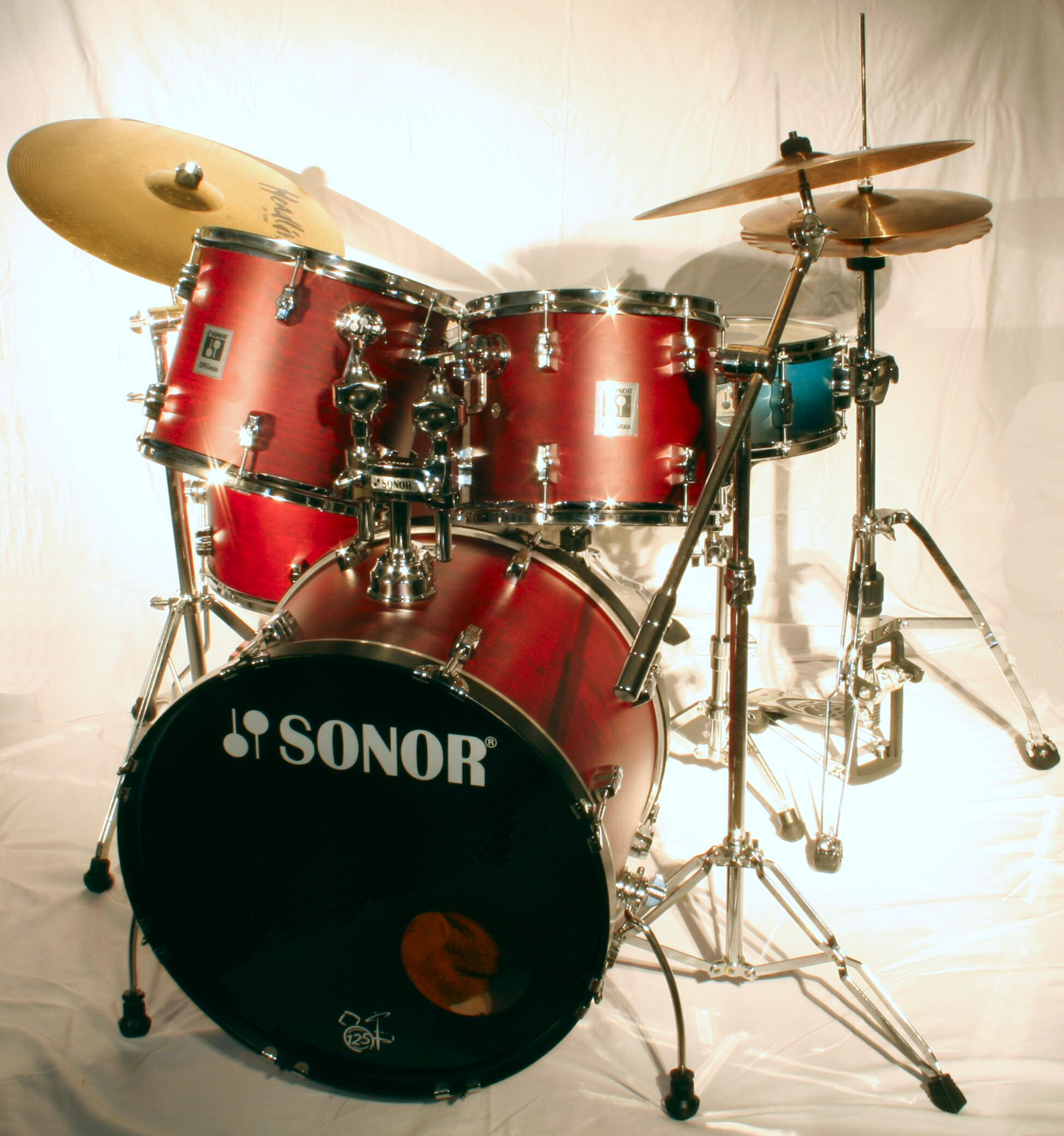
Ударная установка фирмы Sonor

Бывшая районная больница скорой медицинской помощи теперь работает под названием «Клиника ГЕЛИОС». В 2018 году все клиники Helios в Бад-Берлебурге перешли в состав группы VAMED.
- Regupol BSW

Международная компания по переработке пластмасс. Стала известной благодаря изготовлению синего спортивного пола, на котором Усэйн Болт установил мировой рекорд на дистанции 100 метров.
- EJOT

Группа компаний среднего размера, действующая на международном уровне в области технологий связи со штаб-квартирой в Бад-Берлебурге.
- Sonor

Всемирно известный производитель ударных инструментов со штаб-квартирой в Бад-Берлебурге.
- Сберегательная касса Виттгенштайн

Осуществляет свою деятельность в Бад-Берлебурге, Бад-Ласфе и общине Ерндтебрюкк.

### Строительство
Для дома моды Krug к 2005 году было построено новое здание, в котором, помимо спортивного магазина Intersport Begro, расположены филиалы Rossmann, KiK и Deichmann. В 2006 году Ротхаарбад в Бад-Берлебурге был вновь открыт после 4 лет обширной модернизации и ремонта. В том же году открылся новый супермаркет ХИТ. С июля 2008 года у McDonald's есть филиал в центре города, рядом с железнодорожным вокзалом. Инвестор, который приобрёл участок уже снесённой типографии и магазина бумаги «Шлабах» в центре города, строит новый магазин Aldi. На Зенгельсберге строится новый жилой район. Центральный автовокзал Бад-Берлебурга был модернизирован в 2008 году примерно за 417 000 евро. Отель «Alte Schule» открылся в бывшем молодежном общежитии на Гётеплац в августе 2008 года по первоначальному назначению. В 2011 году начался снос и строительство местного супермаркета Rewe, а расположенные в центре помещения компании были расширены за счет здания филиала cети Dm-drogerie markt.

### Средства массовой информации
Газеты Westfalenpost и Siegener Zeitung выходят в Бад-Берлебурге вместе с местными изданиями для виттгенштайнских городов Бад-Берлебург и Бад-Лаасфе, а также для муниципалитета Эрндтебрюкк. До 14 марта 2009 года Westfälische Rundschau также выпускала собственное местное издание Виттгенштайна, которое было приостановлено в связи с продолжающейся реструктуризацией медиа-группы WAZ в Эссене. Подписчики и читатели Westfälische Rundschau получают виттгенштайнский местный раздел Westfalenpost с момента закрытия редакции.

### Государственные учреждения
Вместе с судом Бад-Берлебурга город является резиденцией окружного суда, который также отвечает за дела Бад-Ласфе и Эрндтебрюкка.

### Образование
- Начальные школы расположены как в Бад-Берлебурге, так и поселениях сельского типа Шюльлар-Вемлигхаузен (объединённая школа), Бергхаузен, Доцлар, Ауэ-Вингесхаузен (объединённая школа), Эльзофф и Вундертхаузен.
- Школа главной ступени (Hauptschule) «Людвиг цу Сайн-Витгенштейн» в Бад-Берлебурге.
- Государственная реальная школа в Бад-Берлебурге.
- Гимназия имени Иоганна Альтузия в Бад-Берлебурге.
- Профессиональный колледж Виттгенштайна (BKW) района Зиген-Виттгенштайн.

### Другая деятельность

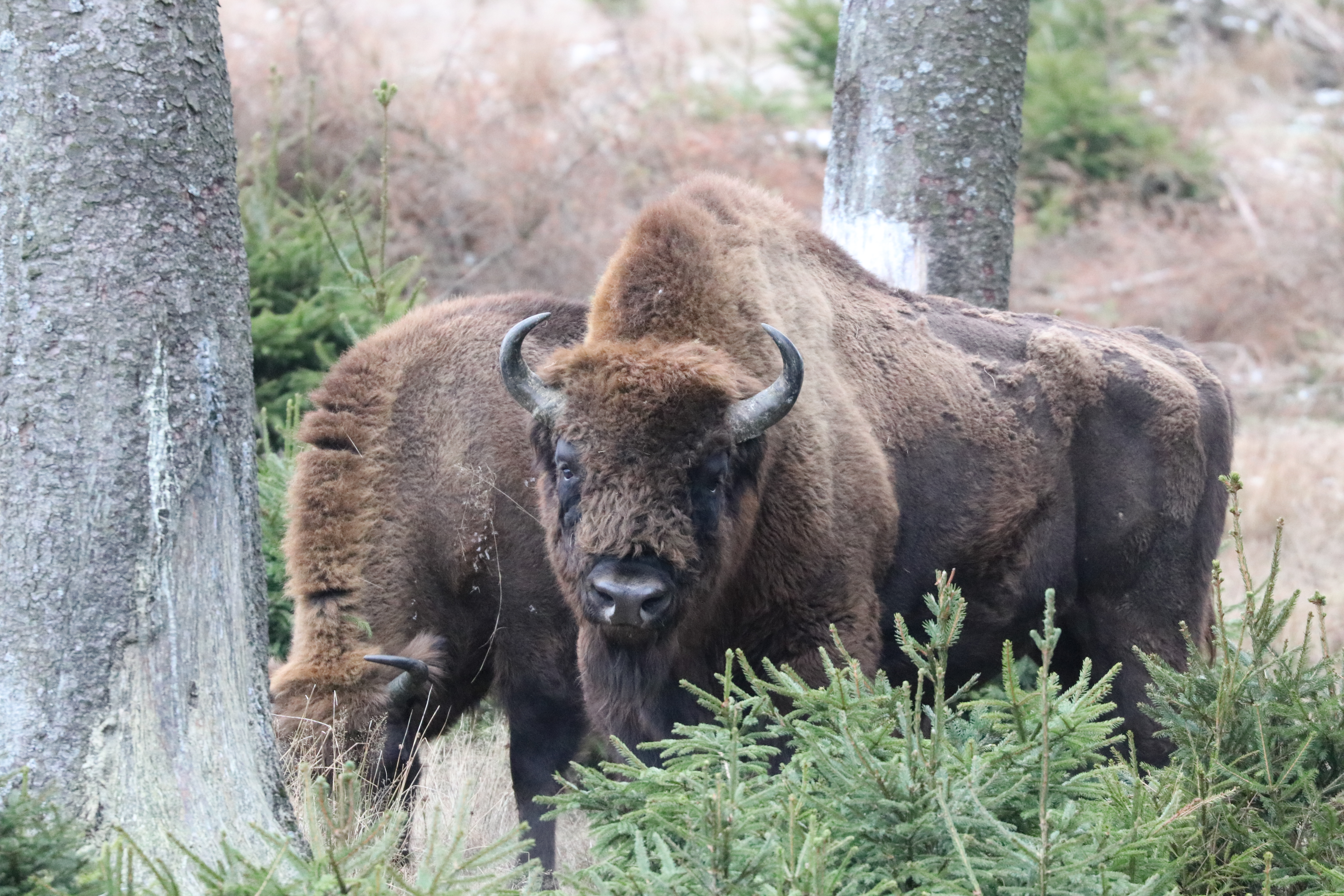
Зубры Бад-Берлебурга

В марте 2010 года стартовал проект по сохранению природы и видов «Wisente im Rothaargebirge». После этого «впервые за 850 лет зубры стали свободно бегать по немецкому лесу». Проект пытается вернуть в дикую природу вид, который почти исчез в 1926 году. Верхний предел целевой популяции составляет 25 животных. В сентябре 2014 г. произошел инцидент, когда «мудрец-незнакомец» был ранен бизоном, ударившим его ногой по лицу.

## Телефонные коды
Для собственно города используется код 02751. Для других поселений используются коды:
- 02750 — для Алертсхаузена, Кристианзека, Диденсхаузена, Гарсбаха и Вундертхаузена
- 02755 — для Арфельда, Беддельхаузена, Эльзоффа, Рихштайна и Шварценау
- 02758 — для Гиркхаузена
- 02759 — для Ауэ и Вингесхаузена

## Личности

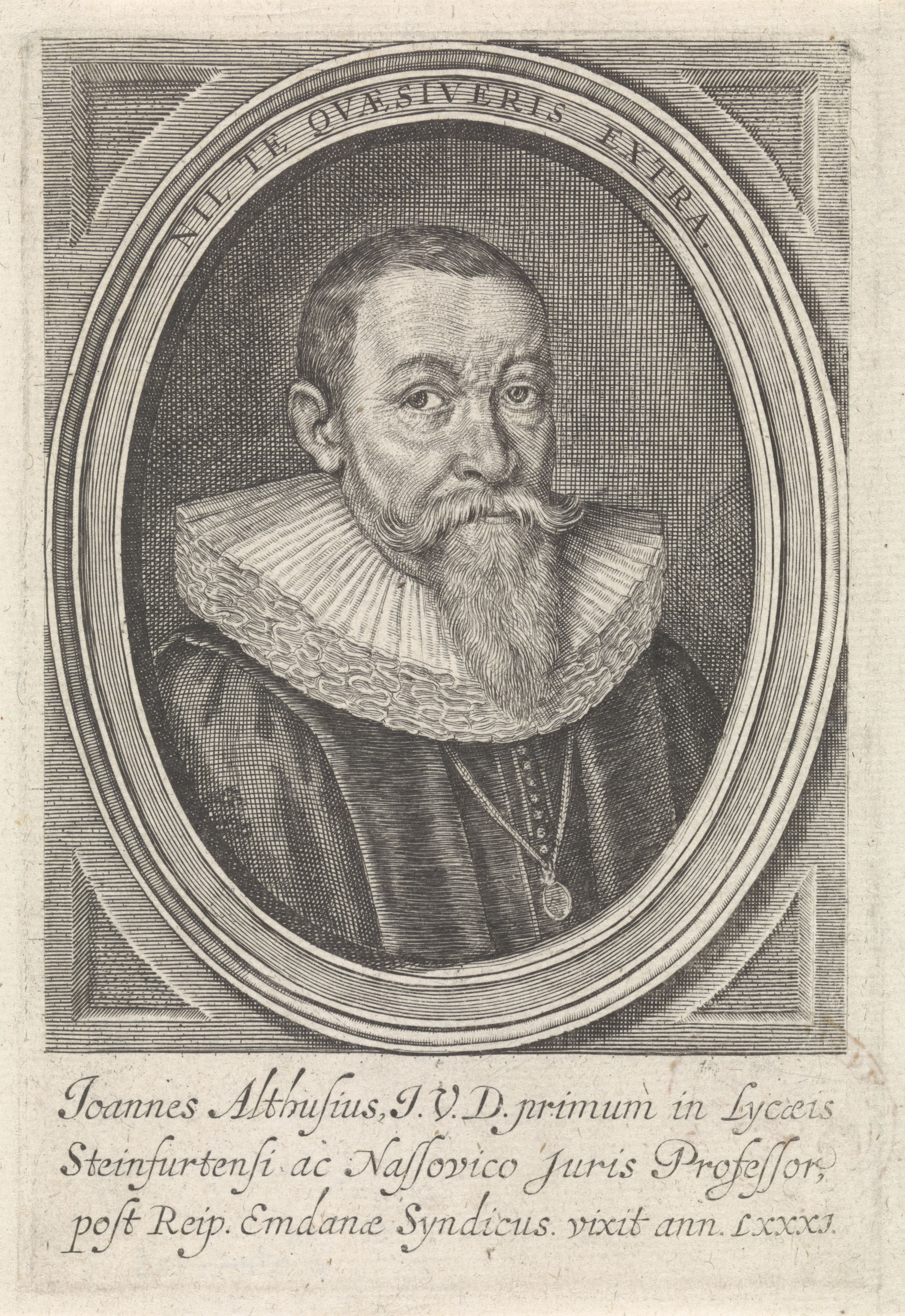
Иоганн Альтузий

Освальд Крох

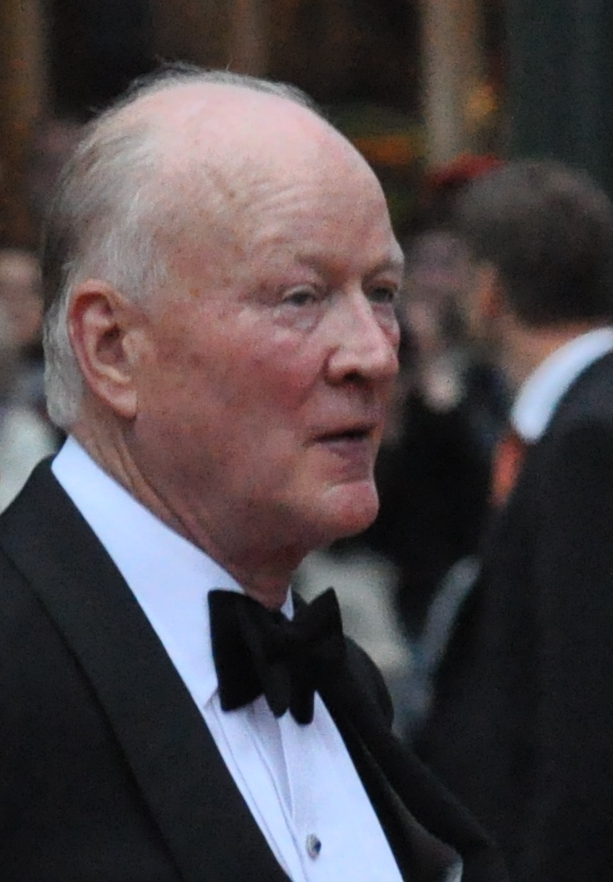
Принц Рихард

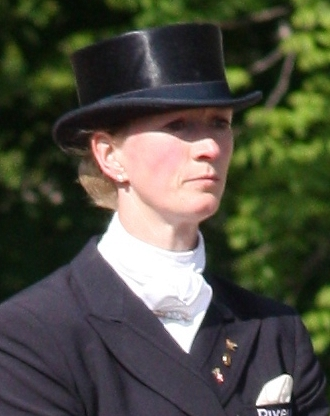
Принцесса Натали Ксения

### До XIX века
- Иоганн Альтузий ((1563–1638)) — юрист, политический мыслитель, теоретик государства и права, педагог.
- Шеффер, Людвиг Кристоф (1669-1731) — немецкий пиетист, реформатский пастор и инспектор в Берлебурге. Основной автор Марбургской и Берлебургской Библий.
- Шрамм, Иоганн Генрих (1676-1753) — немецкий теолог реформатства.
- Казимир цу Сайн-Витгенштейн-Берлебург (1687–1741) — правящий граф.
- Дуйзинг, Юстин Герхард (1705–1761) — врач и университетский преподаватель.
- Хупфельд, Бернхард (1717–1796) — композитор и капельмейстер.
- Луи Валле (1773—1838) - художник-пейзажист и график.
- Август Сайн-Витгенштейн-Берлебург (1788–1874) — принц, военный, политический и государственный деятель.

### XIX век
- Винкель, Фридрих Вильгельм (1804–1876) — писатель-богослов и почетный доктор Марбургского университета.
- Вольф, Ной (1809–1907) — инициатор индустриализации в городе Нехайм (ныне часть города Арнсберг) и важный представитель иудаизма в Зауэрланде.
- Йост, Август (1811–1866) — советник княжеской палаты в Берлебурге.
- Кремер, Адольф (1832–1910) — швейцарский ученый-агроном.
- Тилен, Карл фон (1832–1906) — временный окружной администратор в Виттгенштайне (1861–1863 гг.). С 1891 г. государственный министр в Берлине.
- Липперхайде, Франц фон (1838–1906) — немецкий коллекционер, издатель журналов мод и редактор знаменитого сборника цитат.
- Дикель, Карл (1853–1920) — немецкий учёный-лесовод и юрист.
- Коппен, Луиза (1855–1922) — немецкая писательница.
- Нольде, Якоб (1859–1916) — промышленник и активист эколог в Пенсильвании.
- Ротберг, Герман (1873–1945) — юрист и парламентарий.
- Винкель, Рихард (1870–1941) — художник, график и профессор Школы искусств и ремёсел в Магдебурге.
- Клауди, Фрида (1880–1946) — писательница и сестра протестантского прихода в Берлебурге.
- Рихард цу Сайн-Витгенштейн-Берлебург — (1882–1925) — глава Дома Сайн-Витгенштейн-Берлебург.
- Кремер, Адольф (художник) (1887–1940) — краевед, художник и писатель, штатный государственный служащий Арнсбергского земельного кадастра.
- Освальд Крох (1887–1955) — немецкий педагог и психолог.
- Шпис, Генрих (1890–1961) — почётный бургомистр Дюрена.
- Альтхаус, Вильгельм (1899–1980) — немецкий актёр и преподаватель актёрского мастерства.

### XX век
- Кремер, Фриц (1903–1981) — Автор и редактор обширной краеведческой литературы.
- Густав Альбрехт цу Сайн-Витгенштейн-Берлебург (1907–1944) — глава дома Сайн-Витгенштейн-Берлебург. Погиб на советском фронте.
- Кройттер, Вольфганг (1924–1989) — немецкий скульптор.
- Хеншель, Иоганн Фридрих (1931–2007) — вице-президент Федерального конституционного суда.
- Нёллинг, Вильгельм (1933–2019) — экономист и политик (СДПГ), президент Государственного центрального банка в Гамбурге.
- Рихард Сайн-Витгенштейн-Берлебург (1934–2017) — бывший глава дома Сайн-Витгенштейн-Берлебург.
- Рёмер, Освальд (1938–1998) — немецкий рисовальщик, художник-анималист и пейзажист.
- Диккель, Герхард (1938–2003) — руководитель церковной музыки, кантор, органист и профессор музыки в Гамбурге.
- Духхард, Хайнц (* 1943) — историк и директор европейского Института истории Майнца.
- Фитц, Зикфрид (* 1946) — автор христианских песен.
- Шварц, Ганс-Вернер (* 1946) — немецкий политик, вице-президентом парламента земли Нижняя Саксония.
- Борн, Гельмут (* 1948) — генеральный секретарь Ассоциации немецких фермеров.
- Хосфельд, Рольф (1948–2021) — германист, писатель и историк культуры.
- Бройер, Пауль (* 1950) — политик (ХДС), член Бундестага 1980–2003 гг.,районный администратор Зиген-Виттгенштайна.
- Фрёлих, Детлеф (* 1953) — хирург Генерального штаба Бундесвера.
- Копп, Юрген (1956–2014) — мастер по изготовлению органов.
- Фреттло, Магдалена (* 1959) — протестантский богослов.
- Кляйн, Вольф Петер (* 1961) — германист и профессор университета.
- Шварц, Андреас (политик) (* 1965) — политик (СДПГ), депутат Бундестага с 2013 г.
- Альтхаус Алоиз, (урождённый Маркус Альтхаус) (* 1966) — немецкий религиозный священнослужитель и бывший настоятель бенедиктинского Кенигсмюнстерского аббатства в Мешеде.
- Рот Юрген (* 1968) — немецкий писатель.
- Густав Сайн-Витгенштейн-Берлебург (*1969) — глава дома Сайн-Витгенштейн-Берлебург.
- Кайзер Тобиас (* 1971) — немецкий историк.
- Натали Сайн-Витгенштейн-Берлебург (1975—) — спортсменка, занимающаяся конным спортом, бронзовый призёр Олимпийских игр 2008 года.
- Менцель-Ридль, Сюзанна (* 1976) — преподаватель биологии, профессор и президент Оснабрюкского университета.
- Гаутам (* 1949), в Бад-Берлебурге с 2010 года — скульптор.